# Koto Diair
Koto Diair is een bestuurslaag in het regentschap Kerinci van de provincie Jambi, Indonesië. Koto Diair telt 587 inwoners (volkstelling 2010).